# Pseudoscelida
Pseudoscelida is een geslacht van kevers uit de familie bladkevers (Chrysomelidae).
De wetenschappelijke naam van het geslacht werd in 1894 gepubliceerd door Martin Jacoby.

## Soorten
- Pseudoscelida apicicornis Jacoby, 1896
- Pseudoscelida fulvicornis Jacoby, 1903
- Pseudoscelida indica Jacoby, 1903
- Pseudoscelida jacobsoni Weise, 1926
- Pseudoscelida pallida Jacoby, 1896